# Speedway (Indiana)
Speedway ist eine Town im Marion County, Indiana, in den USA. Sie wird komplett von der Stadt Indianapolis umschlossen und ist die Stadt, in der sich der weltbekannte Indianapolis Motor Speedway befindet. Das U.S. Census Bureau hat bei der Volkszählung 2020 eine Einwohnerzahl von 13.952 ermittelt.

## Geschichte
Die Stadt wurde 1926 gegründet und war gedacht als „Stadt der Zukunft“. Sie sollte als Stadt gebaut werden, die autofreundlich ist und das zu einer Zeit, als noch nahezu alle Straßen im angrenzenden Indianapolis aus Ziegelsteinen bestanden. Über 80 Jahre nach der Gründung der Stadt gilt der Indianapolis Motor Speedway als eine der wichtigsten Sportstätten der Welt.

## Demografie
Bei der letzten Einwohnerzählung im Jahr 2000 hatte die Stadt 12.881 Einwohner, 6151 Haushalte. 3278 Familien lebten in der Stadt. Die Bevölkerungsdichte betrug 1047/km². Von den 6151 Haushalten hatten 24,5 % Kinder unter 18 Jahren. 36,6 % der Haushalte waren verheiratete Paare, 12,5 % alleinlebende oder alleinerziehende Frauen. 46,7 % der in Haushalten lebenden Personen waren nicht verheiratet und hatten keine Kinder. Die durchschnittliche Haushaltsgröße betrug 2,08 Personen, die durchschnittliche Familiengröße 2,78 Personen.
Rund ein Fünftel der Einwohner war unter 18 Jahren alt, 10,1 % zwischen 18 und 24, 31,5 % zwischen 25 und 44 und 20,2 % zwischen 45 und 64 Jahren alt. 17,2 % der Einwohner waren bereits 65 oder älter. Das Durchschnittsalter betrug 37 Jahre. Auf 100 Frauen kamen 89,2 Männer.
Das Durchschnittseinkommen der Haushalte betrug 37.713 US-Dollar, das Durchschnittseinkommen der Familien 49.005 US-Dollar.

## Bekannte Einwohner
- Joyce DeWitt
- Karen Bower
- Ryan Mercer